# Лобанов, Александр Германович
Александр Германович Лобанов (31 января 1953 — 13 марта 2009) — советский хоккеист, нападающий. Мастер спорта СССР международного класса. Российский тренер.

## Биография
Воспитанник команды Ленской фабрики (Павловский Посад). Начинал играть в местной команде класса «Б» «Текстильщик». В чемпионате СССР выступал за московские клубы «Спартак» (1972/73 — 1974/75 — 100 игр, 49 (26+23) очков) и ЦСКА (1975/76 — 1983/84 — 342 игры, 100 голов). На рубеже 1973—1974 годов играл за «Крылья Советов» в Кубке Онтарио. С сезона 1984/85 — в СКА МВО Калинин, вместе с которым вышел в первую лигу. С сезона 1988/89 — играющий тренер команды. С сезона 1991/92 — играющий тренер ЦСКА-2. По ходу следующего сезона завершил карьеру игрока и работал в команде тренером. В сезоне 2001/02 — главный тренер ЦСКА-2 и тренер в ЦСКА. В сезонах 2002/03 — 2004/05 — тренер в белорусском клубе «Химволокно» Могилёв.
Играл за сборную СССР.
Скончался 13 марта 2009 года. Похоронен на кладбище деревни Саурово.

## Достижения
- Чемпион СССР (8): 1977, 1978, 1979, 1980, 1981, 1982, 1983, 1984.
- Серебряный призёр чемпионата СССР (2): 1973, 1976
- Бронзовый призёр чемпионата СССР: 1975
- Обладатель Кубка СССР (2): 1977, 1979.